# 1259 Ógyalla

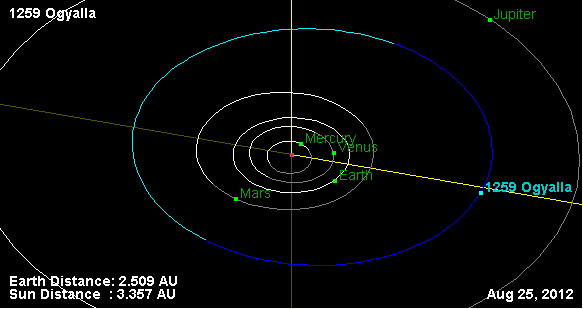
Quỹ đạo của 1259 Ógyalla và vị trí của nó vào ngày 25/8/2012

1259 Ógyalla là một tiểu hành tinh vành đai chính với chu kỳ quỹ đạo là 1993.3020621 ngày (5.46 năm).
Tiểu hành tinh được phát hiện ngày 29 tháng 1 năm 1933.